# West Indies Cricket Team in England in der Saison 2004
Die Tour des West Indies Cricket Teams nach England in der Saison 2004 fand vom 22. Juli bis zum 21. August 2004 statt. Die internationale Cricket-Tour war Bestandteil der Internationalen Cricket-Saison 2004 und umfasste vier Tests. Die West Indies gewannen die Serie 4–0.

## Vorgeschichte
Beide Mannschaften spielten zuvor, zusammen mit Neuseeland ein Drei-Nationen-Turnier.
Das letzte Aufeinandertreffen der beiden Mannschaften bei einer Tour fand in der Saison 2003/04 in den West Indies statt.

## Stadien
Die folgenden Stadien wurden für die Tour als Austragungsort vorgesehen und am 15. Juli 2004 bekanntgegeben.
| Stadion                     | Stadt      | Kapazität | Spiele  |
| --------------------------- | ---------- | --------- | ------- |
| Edgbaston Cricket Ground    | Birmingham | 24.803    | 2. Test |
| The Oval                    | London     | 23.500    | 4. Test |
| Lord’s Cricket Ground       | London     | 30.000    | 1. Test |
| Old Trafford Cricket Ground | Manchester | 19.000    | 3. Test |

## Kaderlisten
Die West Indies benannten ihren Kader am 16. Juni 2004.
England benannte seinen Kader am 18. Juli 2004.
| Test | Test |
| England | West Indies |
| --- | --- |
| - Michael Vaughan (K) - Marcus Trescothick (VK) - James Anderson - Ian Bell - Andrew Flinthoff - Ashley Giles - Stephen Harmison - Matthew Hoggard - Geraint Jones (wk) - Simon Jones - Rob Key - Andrew Strauss - Graham Thorpe | - Brian Lara (K) - Omari Banks - Charlton Baugh (wk) - Tino Best - Dwayne Bravo - Shivnarine Chanderpaul - Pedro Collins - Corey Collymore - Fidel Edwards - Chris Gayle - Ridley Jacobs (wk) - Sylvester Joseph - Jermaine Lawson - Dave Mohammed - Ramnaresh Sarwan - Devon Smith - Dwayne Smith |

## Tour Matches
| 13. – 15. Juli Scorecard | Arundel | West Indians 380 (95) & 157 (35.5) | – | Marylebone Cricket Club 260 (58) & 248 (63.3) |
|                          |         | West Indians gewinnt mit 29 Runs   |   |                                               |

| 17. – 19. Juli Scorecard | Shenley | West Indians 534-7d (120.1) & 283-5d (59.5) | – | Sri Lanka A 346 (70) |
|                          |         | Remis                                       |   |                      |

| 5. – 7. August Scorecard | Derby | West Indians 223 (40.1) & 368-6d (81) | – | Derbyshire 188 (70.2) & 88 (35.3) |
|                          |       | West Indians gewinnt mit 315 Runs     |   |                                   |

## Tests

### Erster Test in London
| 22. – 26. Juli Scorecard | London (Lord’s) | England 568 (121.4) & 325-5d (76.4) | – | West Indies 416 (116.4) & 267 (79.3) |
|                          |                 | England gewinnt mit 210 Runs        |   |                                      |

Während des Tests gab es einen Polizeieinsatz, nachdem angeblich ein Zuschauer ein Messer gezogen haben soll, nachdem bei einem anderen Zuschauer ein Mobiltelefon geklingelt haben soll.

### Zweiter Test in Birmingham
| 29. Juli – 1. August Scorecard | Birmingham | England 566-9d (134) & 248 (65.1) | – | West Indies 336 (91.3) & 222 (55.3) |
|                                |            | England gewinnt mit 256 Runs      |   |                                     |

### Dritter Test in Manchester
| 12. – 16. August Scorecard | Manchester | West Indies 395 (94.3) & 165 (59.4) | – | England 330 (112.2) & 231-3 (65.4) |
|                            |            | England gewinnt mit 7 Wickets       |   |                                    |

### Vierter Test in London
| 19. – 21. August Scorecard | London (The Oval) | England 470 (123.2) & 318 (84.2) | – | West Indies 152 (36.5) & 4-0 (0.3) |
|                            |                   | England gewinnt mit 10 Wickets   |   |                                    |

## Statistiken
Die folgenden Cricketstatistiken wurden bei dieser Tour erzielt.
| Tests                  | Tests       | Tests   | Tests   | Tests   | Tests   | Tests   | Tests   | Tests   |
| Batting                | Batting     | Batting | Batting | Batting | Batting | Batting | Batting | Batting |
| Spieler                | Mannschaft  | Spiele  | Innings | Runs    | Average | HS      | 100s    | 50s     |
| ---------------------- | ----------- | ------- | ------- | ------- | ------- | ------- | ------- | ------- |
| Shivnarine Chanderpaul | West Indies | 4       | 8       | 437     | 72,83   | 128*    | 1       | 2       |
| Chris Gayle            | West Indies | 4       | 8       | 400     | 50,00   | 105     | 1       | 3       |
| Andrew Flintoff        | England     | 4       | 7       | 387     | 64,50   | 167     | 1       | 3       |
| Rob Key                | England     | 4       | 7       | 378     | 63,00   | 221     | 1       | 1       |
| Michael Vaughan        | England     | 4       | 7       | 330     | 55,00   | 103     | 2       | 1       |
| Bowling                |             |         |         |         |         |         |         |         |
| Spieler                | Mannschaft  | Spiele  | Overs   | Wickets | Average | BBI     | 5W      | 10W     |
| Ashley Giles           | England     | 4       | 186.1   | 22      | 23,13   | 5/57    | 2       | 0       |
| Steve Harmison         | England     | 4       | 131.4   | 17      | 29,52   | 6/46    | 1       | 0       |
| Dwayne Bravo           | West Indies | 4       | 128.4   | 16      | 26,18   | 6/55    | 1       | 0       |
| Matthew Hoggard        | England     | 4       | 126     | 16      | 30,75   | 4/83    | 0       | 0       |
| Andrew Flintoff        | England     | 4       | 88.3    | 14      | 21,21   | 3/25    | 0       | 0       |

## Player of the Series
Als Player of the Series wurden die folgenden Spieler ausgezeichnet.
| Serie | Player of the Series                   |
| ----- | -------------------------------------- |
| Test  | Shivnarine Chanderpaul Andrew Flintoff |

### Player of the Match
Als Player of the Match wurden die folgenden Spieler ausgezeichnet.
| Spiel   | Player of the Match |
| ------- | ------------------- |
| 1. Test | Ashley Giles        |
| 2. Test | Andrew Flintoff     |
| 3. Test | Graham Thorpe       |
| 4. Test | Steve Harmison      |